# ميكي هارت
ميكي هارت (بالإنجليزية: Mickey Hart)‏ هو عالم موسيقى وموسيقي أمريكي، ولد في 11 سبتمبر 1943 في بروكلين في الولايات المتحدة.

## وصلات خارجية
- الموقع الرسمي
- ميكي هارت على موقع IMDb (الإنجليزية)
- ميكي هارت على موقع الموسوعة البريطانية (الإنجليزية)
- ميكي هارت على موقع ميوزك برينز (الإنجليزية)
- ميكي هارت على موقع رولينغ ستون (الإنجليزية)
- ميكي هارت على موقع إن إن دي بي (الإنجليزية)
- ميكي هارت على موقع أول ميوزيك (الإنجليزية)
- ميكي هارت على موقع ديسكوغز (الإنجليزية)
- ميكي هارت على موقع قاعدة بيانات الفيلم (الإنجليزية)